# تپه شهر سوخته ۲۱۱
تپه شهر سوخته ۲۱۱ مربوط به هزاره سوم پیش از میلاد است و در شهرستان زابل، بخش شیب آب، دهستان لوتک، روستای حومه شهر سوخته، ۱۱/۳ کیلومتری غربی پایگاه باستان‌شناسی شهر سوخته واقع شده و این اثر در تاریخ ۱۵ اسفند ۱۳۸۵ با شمارهٔ ثبت ۱۷۹۴۵ به‌عنوان یکی از آثار ملی ایران به ثبت رسیده است.